# Калинин, Сергей Алексеевич
Серге́й Алексе́евич Кали́нин (23 декабря 1926, Некрасовский район, Ярославская губерния — октябрь 1997, Санкт-Петербург) — советский стрелок (стендовая стрельба), олимпийский призёр 1960 года в трапе. Мастер спорта СССР.

## Биография
Родился в 1926 году в Ярославле.
В детстве увлёкся стрельбой, уже в 14 лет, будучи воспитанником ремесленного училища, проявил себя серьёзным стрелком. В 1943 году был призвал в армию, участвовал в Великой Отечественной войне.
После войны Сергей Калинин стал мастером спорта СССР, с 1950 года вошёл в сборную СССР. На Олимпиаде-1960 он поразил 190 мишеней из 200 и завоевал бронзовую медаль — это была первая олимпийская медаль СССР в стендовой стрельбе.
В октябре 1962 года на 38-м чемпионате мира по стрельбе в Каире перед началом соревнований участвовал в стрельбах на значок международного мастера и стал одним из 24 участников чемпионата, сумевшим поразить необходимое количество мишеней (не менее 96 из 100) — стреляя из ружья МЦ 8, он поразил 97 из 100 мишеней. В дальнейшем, на чемпионате он поразил 293 из 300 мишеней.
В 1966 году занял второе место в упражнении «парные мишени» в соревнованиях на Кубок СССР по спортивно-охотничьему спорту.
Калинин был членом сборной СССР с 1950 по 1965 годы. Он дважды был чемпионом мира и дважды — чемпионом Европы, четырежды — чемпионом СССР.

## Награды
- Медаль «За трудовое отличие» (16.09.1960) — за успешные выступления в XVII летних и VIII зимних Олимпийских играх 1960 года, а также за выдающиеся спортивные достижения[5]